# عماد الدين فخر الاسلام التوكالي
عماد الدين فخر الإسلام ابن عبد الله ابن حسين التوكالي (1520 - 1596)، شاعر جزائري ولد في مدينة الجزائر وعاش مقربا من حكام الجزائر وكان شاعر وأديبا وفقيها.

## شعره
كتب عدة دواوين شعرية ضاعت أغلبها في فترة الاحتلال الفرنسي أهم قصائده كانت ابان غزو الأسطول الجزائري بقيادة لحصن مالطا فتغنى بالنصر المحقق للقائد المظفر «الرايس قلج علي».

### قصة القصيدة
في 18 مايو 1565 م تمت محاصرة جزيرة مالطا من طرف الأسطول الجزائري العثماني ودام الحصار إلى غاية يوم 13 سبتمبر 1565 م. حيث كتب قام شاعر البلاط «عماد الدين التوكالي» قصيدة لتروي ملحمة مالطا ويصف فيها الحصار، تغنى فيها بالنصر والغنائم، وكيف حملوا معهم غنائم الحرب بإتجاه الجزائر رفقة أجمل نساء مالطا العازبات.

## وفاته
توفي سنة 1596 عن عمر ناهز 76عام